# Rebecca Cammisa
Rebecca Cammisa (nascuda el 9 de juliol de 1966) és una documentalista nord-americana nominada dues vegades a l'Oscar, guanyadora d'un premi Emmy i fundadora de Documentress Films.
La seva primera pel·lícula Sister Helen (2002), es va emetre a HBO, va guanyar el Premi de Direcció de Documentals del Festival de Cinema de Sundance 2002. Sister Helen també va rebre un premi Emmy a la millor programació cultural i artística i una nominació als premis per a la millor direcció en el cinema documental pel Sindicat de Directors d'Amèrica. El documental també va guanyar el premi Gold Hugo a la millor pel·lícula documental al Festival Internacional de Cinema de Chicago, el Premi del Jurat a la millor pel·lícula documental al Newport Film Festival, el premi a la millor pel·lícula documental al Nashville Film Festival, el Premi Freddie per la seva actuació destacada pels International Health & Medical Media Awards i una beca cinematogràfica de la Fundació Grand Marnier. A més, l'any 2006 la Filmoteca del Museu d'Art Modern va adquirir la germana Helen per a la seva col·lecció permanent.
Rebecca es va associar amb Mr.Mudd Productions per crear " Which Way Home ", que es va estrenar al Festival de Cinema de Tribeca i la seva estrena europea al Festival de Cinema de Karlovy Vary, ambdues el 2009. El Traverse City Film Festival va atorgar a Which Way Home el seu Premi Especial del Jurat pels Drets Humans i quan es va emetre l'agost d'aquell any a la sèrie Documentary Summer d'HBO, va arribar a més de 3,5 milions d'espectadors. L'any 2010, Which Way Home va guanyar un premi Emmy a Programació Informativa destacada i va rebre quatre nominacions més a la categoria de Notícies i Documentals. Va ser nominada a l'Oscar, al Premi Independent Spirit 2010 al millor documental i al Gran Premi dels Premis de Periodisme Robert F. Kennedy.
Cammisa va rebre una beca John Simon Guggenheim per a la realització de cinema i el 2011 va dirigir i produir el documental d'HBO God Is the Bigger Elvis, que va rebre una nominació a l'Oscar de l'Acadèmia al millor curtmetratge documental el 24 de gener de 2012 el 24 de gener de 2012 per la pel·lícula.
El seu documental " Atomic Homefront " del 2017 va guanyar el premi de periodisme Robert F. Kennedy del 2019 per a la televisió nacional i el premi Impact Docs del 2019 a la millor pel·lícula documental i es va estrenar a l'AFI Docs Film Festival.